# Ivan
 Ovo je glavno značenje pojma Ivan. Za druga značenja pogledajte Ivan (razdvojba).
Ivan je slavensko muško ime. Potječe od hebrejskog koje je u slavenske jezike došlo preko latinskog oblika Iohannes izvedenog grčkog Ιωαννης (Ioannes). Grčki pak oblik je izveden iz hebrejskog יוֹחָנָן  (Johanan) što znači "Jahve je milostiv". Iako izvorno židovsko, širenjem kršćanstva to se ime proširilo i na brojne ne-Židove. To ime je često među brojnim narodima i jezicima. Ime Ivan nose 23 sveca katoličke Crkve.
Ovo ime je 30.7.2017. ušlo u Guinnesovu knjigu rekorda jer se na jednom mjestu, točnije u Kupresu, okupilo najviše osoba koje nose ime Ivan, a povod za to stihovi su popularne pjesme 'Moj Ivane'!

## Na hrvatskom i na drugim jezicima
| jezik      | muški oblici                                                                    | ženski oblici                                                               |
| ---------- | ------------------------------------------------------------------------------- | --------------------------------------------------------------------------- |
| hrvatski   | Ivan, Ivo, Ivano, Ivanko Ivon, Ive, Ivica, Janko, Vanja, Zane, Žvane, Žan, Đani | Iva, Ivana, Ivanka, Ivančica, Ivona, Ivanica, Ive, Vanja, Ivica, Žana, Hana |
| afrikans   | Jan, Johan, Johannes                                                            |                                                                             |
| albanski   | Gjon, Gjin                                                                      |                                                                             |
| armenski   | Հովհանէսս (Hovhanes)                                                            |                                                                             |
| bretonski  | Yann                                                                            |                                                                             |
| bugarski   | Йоан (Joan), Иван (Ivan)                                                        |                                                                             |
| češki      | Ivan, Jan                                                                       | Ivana, Jana                                                                 |
| danski     | Hans, Jens, Jan, Jon, Johan, Johannes                                           |                                                                             |
| engleski   | John, Ewan, Shawn, Johnny, Jack, Ian, Evan                                      |                                                                             |
| finski     | Hannes, Hannu, Jani, Janne, Johannes, Juha, Juho, Juhani                        |                                                                             |
| njemački   | Hans, Hannes, Johannes, Johann                                                  | Hanna, Johanna                                                              |
| poljski    | Jan                                                                             | Janina                                                                      |
| rumunjski  | Ion, Ioan, Ionuţ, Ionel, Ionică                                                 |                                                                             |
| ruski      | Иван (Ivan), Ян (Jan), Иоанн (Ioann) odmilja: Vanja                             |                                                                             |
| slovenski  | Janez, Ivan, Ivo, Jan, Janko, Anže, Anžej                                       |                                                                             |
| srpski     | Јован (Jovan), Јово (Jovo), Јовица (Jovica), Иван (Ivan)                        | Јована (Jovana), Јованка (Jovanka), Ивана (Ivana)                           |
| švedski    | Jan, Jon, Johan, Johannes, Hannes, Hans                                         |                                                                             |
| turski     | Yahya, Jan, Yuhanna                                                             |                                                                             |
| ukrajinski | Іван (Ivan), Ян (Jan) odmilja: Ivanko                                           | Іванна, Іванка (Ivanna, Ivanka), Яна, Яніна (Jana, Janina) odmilja: Ivanka  |

## Ivan na hrvatskim narječjima
- kajkavski: Ivan, Ivek, Janoš, Januš, Hans, Hanzek, Hanzi, Hanžek, Janči, Jancek, Jankec, Janez, Janke, Vanjča[5][6]
- čakavski: Jovan, Đani, Jivan, Jive[7]